# 소시호탕
소시호탕(小柴胡湯)은 폐렴, 감기, 만성 간염, 위장 질환 등에 사용되는 한약 처방이다 .  상한론, 금궤 요략에서 출전하였다.  1992년 일본에서 소시호탕이 만성 간염의 간 기능 장애를 개선하는 것으로 입증되어 사용자가 100만명에 달했다.

## 구성
시호, 황금, 반하, 생강, 대조(대추), 인삼, 감초로 구성된다.

## 유효성분
지금까지 발견된 소시호탕의 유효성분은 다음과 같다.
- 바이카린(영어판)
- 바이카레인 (영어판)
- 글리시리진 (영어판)
- 슈도사포닌
- 진세노사이드

캘리포니아 대학 샌디에이고 Memorial Sloan-Kettering Cancer Center에서 임상 시험이 진행되고 있다 .

## 임상시험
천연한 감기 증후군 환자(소시호탕군 131 명, 위약군 119 명)에 대한 이중맹검 무작위 시험 (DB-RCT)은 전반적인 상태의 저하, 인후통, 권태감, 가래, 식욕 장애, 관절통 · 근육통에 대해 위약보다 훨씬 효과적임을 보였다.
만성 활동성 간염으로 진단 된 116 명을 대상으로 한 이중맹검 비교 시험에서 혈청 토란스아미나제의 유의한 감소를 보이며, 간 기능 장애의 개선 효과가 인정되고 있다 .

## 부작용
인터페론과 병용하거나, 간경변 또는 간암 환자에 투여하면 간질 성 폐렴을 일으켜 사망에 이를 수 있다. 그 밖에, 거짓부갑상샘저하증, 간 기능 장애, 황달, 저칼륨 혈증 등에서 주의를 요한다.
소시호탕을 복용하고 간질성 폐렴이 발병하는 빈도는 10만 명에 4명으로, 인터페론의 10만 명에 182명에 비해 현격한 차이가 있지만, 대중적으로 생약의 부작용이 없다는 오해가 있었기 때문에 일본의 언론에서 소시호탕 복용 후 사망 사건이 대대적으로 보도되었다. 소시호탕은 다음의 환자에게는 금기이다 .
- 고령자에 30일을 이상 투여[6] .
- 인터페론 제제를 투여중인 환자.
- 간경변, 간암 환자.
- 만성 간염에서 간 기능 장애 혈소판 수가 100,000/mm3 이하 (간경변 의심) 환자[7] .

이에 대해 일본약과대학의 테에 무네테츠([./https://ja.wikipedia.org/wiki/%E4%B8%81%E5%AE%97%E9%90%B5 丁宗鐵])는 한의학적인 변증을 무시하고 병명에 따라 투여하는 서양의학식 투여에 문제가 있으며, 사망한 환자 중 10명이 오용 투여로 인한 것이며 단 1례가 본래의 역학적 이상으로 인한 부작용이 의심되는 경우라고 주장하였다 .